# Santa Fe (Texas)
Santa Fe város az USA Texas államában, Galveston megyében. Lakosainak száma 12 735 fő (2020. április 1.).

## Népesség
A település népességének változása:

| 2010 | 12 222 |
| 2020 | 12 735 |